# Vedergällning (bok)
Vedergällning är en bok skriven av Krister Falk (en pseudonym för en eller flera personer). Utgiven på Nordiska Förlaget 2003. Boken utspelar sig i det mångkulturella Sverige år 2011. Lars Ericsson har levt i sorg i drygt ett års tid efter att hans fästmö Åsa blivit våldtagen till döds och fylld av hämndbegär och raseri åker han in till Göteborg för att söka vedergällning, en vedergällning som blir startskottet för en rad händelser som kommer att påverka Sveriges framtid för alltid.